# Golama dolina
Golama dolina (bułg. Голяма долина) – wieś w południowej Bułgarii, w obwodzie Chaskowo, w gminie Madżarowo. Według danych Narodowego Instytutu Statystycznego, 31 grudnia 2012 roku wieś liczyła 3 mieszkańców.